# إبراهيم خليل يشار
إبراهيم خلـيل يشار (بالتركية: İbrahim Halil Yaşar)‏ (21 يناير 1994 في تركيا - ) هو لاعب كرة قدم تركي في مركز الوسط. لعب مع غازي عنتاب سبور وKırıkhanspor ‏ و24 Erzincanspor ‏ وBayburt Özel İdarespor ‏ و68 Yeni Aksarayspor ‏.

## وصلات خارجية
- إبراهيم خلـيل يشار على موقع اتحاد تركيا (لاعب) (الإنجليزية)
- إبراهيم خلـيل يشار على موقع قاعدة بيانات كرة القدم.إي يو (الإنجليزية)
- إبراهيم خلـيل يشار على موقع Soccerbase.com (لاعب) (الإنجليزية)
- إبراهيم خلـيل يشار على موقع عالم كرة القدم.نت (الإنجليزية)